# Playa Baracoa Airport
Playa Baracoa Airport är en flygplats i Kuba.   Den ligger i provinsen Artemisa, i den västra delen av landet, 23 km sydväst om huvudstaden Havanna. Playa Baracoa Airport ligger 31 meter över havet.
Terrängen runt Playa Baracoa Airport är platt. Havet är nära Playa Baracoa Airport norrut. Runt Playa Baracoa Airport är det ganska tätbefolkat, med 120 invånare per kvadratkilometer. Närmaste större samhälle är Boyeros, 18,4 km öster om Playa Baracoa Airport. Trakten runt Playa Baracoa Airport består till största delen av jordbruksmark.